# Sticta duplolimbata
Sticta duplolimbata är en lavart som först beskrevs av Hue, och fick sitt nu gällande namn av Vain. Sticta duplolimbata ingår i släktet Sticta och familjen Lobariaceae.   Inga underarter finns listade i Catalogue of Life.